# Communauté de communes de Tallard-Barcillonnette
Die Communauté de communes de Tallard-Barcillonnette war ein französischer Gemeindeverband mit der Rechtsform einer Communauté de communes im Département Hautes-Alpes in der Region Provence-Alpes-Côte d’Azur. Der Gemeindeverband umfasste 12 Gemeinden und hat seinen Verwaltungssitz im Ort Tallard.

## Historische Entwicklung
Am 30. Dezember 1992 entstand die heutige Communauté de communes aus dem District des Cantons de Tallard et Barcillonnette, das seinen Ursprung in dem am 29. Dezember 1964 gegründeten SIVOM du Canton de Tallard hat. Er ist nach den beiden Orten Tallard und Barcillonnette benannt und gilt als älteste Communauté de communes im Département Hautes-Alpes.
Am 1. Januar 2017 wurde der Gemeindeverband mit den beiden Gemeinden Claret und Curbans aus der Communauté de communes de La Motte du Caire-Turriers zur neuen Communauté d’agglomération Gap-Tallard-Durance zusammengeschlossen.

## Ehemalige Mitgliedsgemeinden
1. Barcillonnette
2. Châteauvieux
3. Esparron
4. Fouillouse
5. Jarjayes
6. La Saulce
7. Lardier-et-Valença
8. Lettret
9. Neffes
10. Sigoyer
11. Tallard
12. Vitrolles